# Ajjub Kara
Ajjub Kara (hebr.: איוב קרא, arab.: أيوب قرا, ang.: Ayoob Kara, ur. 12 marca 1955 w Izraelu) – izraelski polityk pochodzenia arabskiego, druz, w latach 2017–2019 minister komunikacji, w 2017 minister w Kancelarii Premiera, w latach 2009–2013 wiceminister ds. rozwoju Negewu i Galilei, w latach 2015–2017 wiceminister rozwoju regionalnego, w latach 1999–2006, 2009–2013 oraz 2015–2019 poseł do Knesetu z listy Likudu.

## Życiorys
Urodził się 12 marca 1955 w Izraelu. Ukończył studia na Uniwersytecie Telawiwskim. Jest majorem rezerwy.
W wyborach parlamentarnych w 1999 po raz pierwszy dostał się do izraelskiego parlamentu z listy Likudu. Uzyskał reelekcję w kolejnych wyborach, jednak w 2006 nie zdobył mandatu. Powrócił do Knesetu po wyborach w 2009, a 1 kwietnia 2009 został powołany na stanowisko wiceministra odpowiedzialnego za rozwój Negew i Galilei w II rządzie Binjamina Netanjahu, funkcję sprawował do 5 lutego 2013. W 2013 utracił miejsce w parlamencie, ale odzyskał je w przyśpieszonych wyborach w 2015.
19 maja 2015 wszedł w skład IV rządu Netanjahu jako wiceminister rozwoju regionalnego, stanowisko to sprawował z dwudniową przerwą do 20 stycznia 2017. Trzy dni później został ministrem w Kancelarii Premiera, stanowisko pełnił to do 29 maja kiedy objął fotel ministra komunikacji. W kwietniu 2019 utracił miejsce w parlamencie, a 26 czerwca stracił stanowisko ministerialne.

## Życie prywatne
Jest żonaty, ma sześcioro dzieci. Mieszka w Dalijat al-Karmil w dystrykcie Hajfy.